# ريزيا (إفروس)
ريزيا (Ρίζια) هي مدينة في إفروس في مقاطعة فوريا إلادا في اليونان.